# Huyện của Serbia
Huyện hành chính (Bản mẫu:Lang-sr-Cyrl-Latn) của Serbia là đơn vị hành chính cấp một của quốc gia. Thuật ngữ okrug (số nhiều okruzi) có nghĩa là "đạo", có thể được dịch là "hạt", mặc dù thường được chính phủ Serbia gọi là "huyện". Trước nghị định năm 2006, các huyện hành chính được gọi tên đơn giản là "huyện".
Cải cách chính quyền địa phương của Serbia năm 1992 đã lập ra 29 huyện, có hiệu lực vào năm sau, trong khi thành phố Beograd có vị thế tương tự. Sau khi Kosovo tuyên bố độc lập vào năm 2008, các huyện do Cơ quan quản lý UNMIK thành lập được Kosovo tiếp nhận. Chính phủ Serbia không công nhận các huyện này.
Các huyện của Serbia thường được đặt tên theo các khu vực lịch sử và địa lý, mặc dù một số được đặt tên theo các sông địa phương chẳng hạn như huyện Pčinja và huyện Nišava. Diện tích và dân số các huyện khác nhau, từ huyện Podunavlje tương đối nhỏ đến huyện Zlatibor lớn hơn nhiều.
Do các huyện chỉ là tên gọi lãnh thổ của các trung tâm hành chính khu vực, do chính quyền trung ương thực thi quyền lực theo một trật tự thứ bậc, các huyện rõ ràng không phải là đơn vị tự quản khu vực và do đó chúng không có cờ. Tuy nhiên, mỗi nơi đều được điều hành bởi một ủy viên cũng như các nhà lãnh đạo hợp tác. Thay vì tiếp tục được chia thành các khu tự quản, mỗi huyện chồng chéo với cụm khu tự quản tương ứng của nó (là các đơn vị tự quản địa phương).

## Định nghĩa
Các huyện hành chính lần đầu tiên được xác định theo Nghị định của Chính phủ Serbia ngày 29 tháng 1 năm 1992, quy định rằng các Bộ và các cơ quan cấp quốc gia khác sẽ tiến hành các công việc của họ bên ngoài trụ sở chính (tức là bên ngoài trụ sở chính phủ) thông qua các văn phòng khu vực mà họ có thể thành lập theo các cụm khu tự quản được chỉ định (chỉ được đặt tên là "huyện"), cũng chỉ định trụ sở hành chính của từng huyện ("trung tâm hành chính nhà nước khu vực"). Luật Hành chính công năm 2005 đưa ra định nghĩa pháp lý về huyện, dưới thuật ngữ "huyện hành chính".
Một huyện hành chính được thành lập để thực hiện nhiệm vụ quản lý nhà nước bên ngoài trụ sở của cơ quan hành chính nhà nước....Chính phủ thành lập các huyện hành chính theo quy định của mình, theo đó cũng xác định khu vực và số ghế của các huyện hành chính.
.

Năm 2006, Chính phủ ban hành Nghị định về huyện hành chính, đổi tên các huyện thành huyện hành chính.
Tổ chức lãnh thổ của Serbia được quy định theo Luật Tổ chức Lãnh thổ, được Quốc hội thông qua vào ngày 29 tháng 12 năm 2007. Theo Luật, tổ chức lãnh thổ của nước cộng hòa bao gồm các khu tự quản và thành phố, Thành phố Beograd có vị thế đặc biệt, và các tỉnh tự trị. Các huyện không được đề cập trong luật này.

## Danh sách huyện
Serbia được chia thành 29 huyện (8 tại Šumadija và Tây Serbia, 9 tại Nam và Đông Serbia, 7 tại Vojvodina và 5 tại Kosovo và Metohija), cộng với thành phố Beograd. Thành phố Beograd không thuộc huyện nào, nhưng có vị thế đặc biệt tương tự một huyện.

### Šumadija và Tây Serbia
| Huyện                         | Thủ phủ    | Diện tích km2 | Dân số 2022 | Mật độ trên km2 | Khu tự quản và thành phố                                                                                              | Khu định cư |
| ----------------------------- | ---------- | ------------- | ----------- | --------------- | --- | ----------- |
| Kolubara (Kolubarski okrug)   | Valjevo    | 2.474         | 154.497     | 62,4            | - Osečina - Ub - Lajkovac - Thành phố Valjevo - Mionica - Ljig                                                        | 218         |
| Mačva (Mačvanski okrug)       | Šabac      | 3.268         | 265.377     | 81,2            | - Bogatić - Thành phố Šabac - Thành phố Loznica - Vladimirci - Koceljeva - Mali Zvornik - Krupanj - Ljubovija         | 228         |
| Moravica (Moravički okrug)    | Čačak      | 3.016         | 189.281     | 62,8            | - Gornji Milanovac - Thành phố Čačak - Lučani - Ivanjica                                                              | 206         |
| Pomoravlje (Pomoravski okrug) | Jagodina   | 2.614         | 182.047     | 69,6            | - Thành phố Jagodina - Ćuprija - Paraćin - Svilajnac - Despotovac - Rekovac                                           | 191         |
| Rasina (Rasinski okrug)       | Kruševac   | 2.667         | 207.197     | 77,7            | - Varvarin - Trstenik - Ćićevac - Thành phố Kruševac - Aleksandrovac - Brus                                           | 296         |
| Raška (Raški okrug)           | Kraljevo   | 3.918         | 296.532     | 75,7            | - Thành phố Kraljevo - Vrnjačka Banja - Raška - Thành phố Novi Pazar - Tutin                                          | 359         |
| Šumadija (Šumadijski okrug)   | Kragujevac | 2.387         | 269.728     | 113,0           | - Aranđelovac - Topola - Rača - Batočina - Knić - Lapovo - Thành phố Kragujevac                                       | 174         |
| Zlatibor (Zlatiborski okrug)  | Užice      | 6.140         | 254.659     | 41,5            | - Bajina Bašta - Kosjerić - Thành phố Užice - Požega - Čajetina - Arilje - Nova Varoš - Prijepolje - Sjenica - Priboj | 438         |

### Nam và Đông Serbia
| Huyện                         | Thủ phủ   | Diện tích km2 | Dân số 2022 | Mật độ trên km2 | Khu tự quản và thành phố                                                                                | Khu định cư |
| ----------------------------- | --------- | ------------- | ----------- | --------------- | --- | ----------- |
| Bor (Borski okrug)            | Bor       | 3.507         | 101.100     | 28,8            | - Thành phố Bor - Kladovo - Majdanpek - Negotin                                                         | 90          |
| Braničevo (Braničevski okrug) | Požarevac | 3.865         | 156.367     | 40,5            | - Veliko Gradište - Thành phố Požarevac - Golubac - Malo Crniće - Žabari - Petrovac - Kučevo - Žagubica | 189         |
| Jablanica (Jablanički okrug)  | Leskovac  | 2.769         | 184.502     | 66,6            | - Thành phố Leskovac - Bojnik - Lebane - Medveđa - Vlasotince - Crna Trava                              | 336         |
| Nišava (Nišavski okrug)       | Niš       | 2.729         | 343.950     | 126,0           | - Aleksinac - Svrljig - Merošina - Ražanj - Doljevac - Gadžin Han - Thành phố Niš                       | 285         |
| Pčinja (Pčinjski okrug)       | Vranje    | 3.520         | 193.802     | 55,1            | - Vladičin Han - Surdulica - Bosilegrad - Trgovište - Thành phố Vranje - Bujanovac - Preševo            | 363         |
| Pirot (Pirotski okrug)        | Pirot     | 2.761         | 76.700      | 27,8            | - Bela Palanka - Thành phố Pirot - Babušnica - Dimitrovgrad                                             | 214         |
| Podunavlje (Podunavski okrug) | Smederevo | 1.248         | 175.573     | 140,7           | - Thành phố Smederevo - Smederevska Palanka - Velika Plana                                              | 58          |
| Toplica (Toplički okrug)      | Prokuplje | 2.231         | 77.341      | 34,7            | - Thành phố Prokuplje - Blace - Kuršumlija - Žitorađa                                                   | 267         |
| Zaječar (Zaječarski okrug)    | Zaječar   | 3.623         | 96.715      | 26,7            | - Boljevac - Knjaževac - Thành phố Zaječar - Sokobanja                                                  | 173         |

### Vojvodina
| Huyện                                 | Thủ phủ           | Diện tích km2 | Dân số 2022 | Mật độ trên km2 | Khu tự quản và thành phố | Khu định cư |
| ------------------------------------- | ----------------- | ------------- | ----------- | --------------- | --- | ----------- |
| Central Banat (Srednjebanatski okrug) | Zrenjanin         | 3.256         | 157.711     | 48,4            | - Novi Bečej - Nova Crnja - Žitište - Sečanj - Thành phố Zrenjanin                                                                            | 55          |
| North Bačka (Severnobački okrug)      | Subotica          | 1.784         | 160.163     | 89,8            | - Thành phố Subotica - Bačka Topola - Mali Iđoš                                                                                               | 45          |
| Bắc Banat (Severnobanatski okrug)     | Kikinda           | 2.329         | 117.896     | 50,6            | - Kanjiža - Senta - Ada - Čoka - Novi Kneževac - Thành phố Kikinda                                                                            | 50          |
| Nam Bačka (Južnobački okrug)          | Novi Sad          | 4.016         | 607.178     | 151,2           | - Srbobran - Bač - Bečej - Vrbas - Bačka Palanka - Bački Petrovac - Žabalj - Titel - Temerin - Beočin - Sremski Karlovci - Thành phố Novi Sad | 77          |
| Nam Banat (Južnobanatski okrug)       | Pančevo           | 4.245         | 260.244     | 61,3            | - Plandište - Opovo - Kovačica - Alibunar - Thành phố Vršac - Bela Crkva - Thành phố Pančevo - Kovin                                          | 94          |
| Srem (Sremski okrug)                  | Sremska Mitrovica | 3.486         | 282.547     | 81,1            | - Šid - Inđija - Thành phố Sremska Mitrovica - Irig - Ruma - Stara Pazova - Pećinci                                                           | 109         |
| Tây Bačka (Zapadnobački okrug)        | Sombor            | 2.420         | 154.491     | 63,8            | - Thành phố Sombor - Apatin - Odžaci - Kula                                                                                                   | 37          |

## Kosovo
Luật pháp Serbia coi Kosovo là một phần không thể tách rời của Serbia (Tỉnh tự trị Kosovo và Metohija). Nghị định năm 1992 xác định năm huyện trên lãnh thổ Kosovo. Tuy nhiên, từ sau Chiến tranh Kosovo năm 1999, Kosovo được quản lý dưới quyền của chính quyền UNMIK Liên Hiệp Quốc. Năm 2000, chính quyền UNMIK đã thay đổi tổ chức lãnh thổ trên lãnh thổ Kosovo. Tất cả năm huyện đã bị bãi bỏ và bảy huyện mới được thành lập, sau đó được Kosovo thông qua sau tuyên bố độc lập năm 2008. Chính phủ Serbia không công nhận động thái này và tuyên bố năm huyện trước năm 2000 như sau:
| Huyện                                         | Thủ phủ            | Diện tích km2 | Dân số 2022 | Mật độ trên km2 | Khu tự quản và thành phố                                                                                  |
| --------------------------------------------- | ------------------ | ------------- | ----------- | --------------- | --- |
| Kosovo (Kosovski okrug)                       | Pristina           | 3.310         | 570.835     | 172,5           | - Pristina - Glogovac - Kosovo Polje - Lipljan - Obilić - Podujevo - Ferizaj - Štimlje - Kaçanik - Štrpce |
| Kosovo-Pomoravlje (Kosovsko-Pomoravski okrug) | Gnjilane           | 1.389         | 184.864     | 133,1           | - Kamenica - Novo Brdo - Gjilan - Vitina                                                                  |
| Kosovska Mitrovica (Kosovskomitrovički okrug) | Kosovska Mitrovica | 2.053         | 234.262     | 114,1           | - Mitrovica - Leposavić - Skenderaj - Vučitrn - Zubin Potok - Zvečan                                      |
| Peć (Pećki okrug)                             | Peć                | 2.459         | 351.680     | 143,2           | - Peja - Istok - Klina - Gjakova - Deçan                                                                  |
| Prizren (Prizrenski okrug)                    | Prizren            | 2.196         | 319.330     | 145,4           | - Orahovac - Suva Reka - Prizren - Gora                                                                   |